# 銀翼大決鬥
《銀翼大決鬥》（日语：カミカゼ野郎 真昼の決斗）是一部1966年上映的日本臺灣電影。由文學製作人參俱樂部及國光影業共同出品。 千葉真一主演，此片為彩色電影，採用寬銀幕格式，片長90分鐘。

## 概要
本電影為日本與臺灣共同合作，以太平洋戰爭期間隱匿的200億日圓鑽石為目標，混戰於日本與臺灣之間的主要人物微展開，當一名年輕的飛行員被卷入爭奪戰中。他在面對神秘敵人時，時而陷入危險，時而又陷入窮途末路，但始終在解開謎團的冒險劇情中奮鬥。演員陣容方面由千葉真一主演，此次也是與高倉健助演的首次合作，導演深作欣二在東映無法獲得認可的情況下，本片成為他在保持東映身分的同時，在其他公司擔任導演的先驅作品。
千葉在片中展現了駕駛塞斯納172、跳踢敵人、汽车追逐、利用懸崖作為天然墊子翻滾、摩托艇逃脫等動作，並在不使用替身的情況下迅速完成特技。多名戴著墨鏡的神秘男子在片中製造謎團，故事情節曲折反覆，最終帶來反轉的結局。儘管電影充滿了動作、懸疑、冒險和神秘元素，但因為主角的角色設定為明朗開朗、身體健康且具有行動力，因此整體充滿了喜劇和幽默，所以並不帶有悲壯感，呈現了類似於《趣味帽子的快男兒系列》的原始風格。主要配角中，女主角由臺灣演員白蘭扮演，與主人公一同追查案件，而高倉健則扮演涉及其中的神秘男子。

### 製作
該片於1965年開始進入籌備階段，其中人參製作公司的若槻繁將這部作品的企劃帶給了千葉。千葉在閱讀完企劃書後，便請求深作擔任導演。深作爽快地接受了這個請求。當劇本完成後，千葉又去拜託高倉健參演。高倉健閱讀劇本後也同意參演，因此千葉表示，他非常高興能與深作和高倉健一起拍攝這部電影。
御手洗健運送到臺灣的飛機是MU-2，而在片中的高潮對決場面則使用了塞斯納172。飛機和墨鏡成為了這部作品的主要主題。
在日本，除了東京都區部和橫濱中華街外，御手洗健和香蘭滑雪時相遇的雪山場景是在白馬八方尾根滑雪場進行拍攝的，由於整部片有80%在臺灣拍攝，因此有來自臺灣的漢人和臺灣原住民族演員及群眾演員參與，包含台南車站前的圓環、西門町、松山機場、台南運河、台南孔廟、六合夜市、岡山壽天宮、台南大飯店、日月潭、北投溫泉、艋舺龍山寺等地，總共耗費兩個半月的時間進行外景拍攝。
臺灣的拍攝工作持續了兩個半月。1965年2月，千葉在追逐疾駛的汽車時，抓住了天線，並跳上了車廂後，手抓住後窗玻璃的兩端進行拍攝，結果後輪濺起的石頭刺傷了他的脛骨，造成了在當地住院一週的重大傷害。拍攝間歇時，千葉經常陪伴高倉從早晨的慢跑到晚餐。喜愛海外拍攝的高倉經常光顧中華料理店，千葉回憶說，高倉喜歡吃青蛙料理的模樣讓他記憶猶新。

## 劇情大綱
臺灣觀光社社長賴天賜、寶石店主矢島及日東商事社長北澤聚在一起，手中拿著一封署名為「Ｋ・Ｍ」的信件。他們在第二次世界大戰期間，從民間徵用的二百億日圓鑽石中謀殺了主張政府應歸還的御手洗，並一直在尋找御手洗在死前藏於臺南市附近的鑽石。最近，傳聞御手洗的遺孤正在追尋他們，意圖復仇。
御手洗的遺孤健是晴海航空的飛行員，當時正享受赤澤溫泉的滑雪活動。次日，矢島在以御手洗的名義簽署的信件中被殺害，健也因此被懷疑涉案，迫於無奈返回東京。在出發前，他接到指令，要將新型機MV2送到臺灣的賴那裡。北澤和一名戴著墨鏡的男子威脅他不要去臺灣，但健因為美麗記者香蘭會與他一同飛行，最終還是出發了。
剛到臺北市，健就立刻遭到殺手追殺，險些喪命。健心驚膽顫準備返回日本，但由於喜歡美女的緣故，賴的秘書鳳英偷走了他的護照。困境中的健偶然遇見北澤，才了解到自己被誤認。之後北澤的車輛爆炸，健的護照也掉在爆炸現場，使他再次遭到臺灣警方追捕。為證明自己的清白，健決定前往賴的別墅。他駕駛摩托艇追趕逃向海上的賴，但在空中遭到賴的同夥駕駛的塞斯納飛機襲擊。在健的拖延下，賴終於發現了鑽石。然而喜悅只是一瞬間，因為賴被鳳英與被認為在爆炸中喪生的北澤合作射殺。逃跑中的北澤的塞斯納飛機在起飛前夕，健終於趕上了。在機艙內經歷了劇烈的打鬥後，北澤被拋向空中。
原來，「Ｋ・Ｍ」是那名戴著墨鏡的男子，而健則被當作替罪羊，而健則被當作替罪羊。戴著墨鏡的男子實際上是一名記者，正在追查鑽石的下落。健將鑽石安全歸還給臺灣當局後，與香蘭攜手，開始了返回日本的悠閒空中旅程。

## 演員
- 千葉真一 飾 御手洗健
- 白蘭 飾 香蘭
- 大木實（日语：大木実） 飾 北澤信
- 國景子（日语：国景子） 飾 鳳英
- 易原 飾 楊
- 許三 飾 陳
- 陳財興 飾 頼天賜
- 若松和子 飾 紅玉
- 澤莉莉子 飾 歌手
- 關山耕司（日语：関山耕司） 飾 警察署長
- 澤彰謙 飾 國際航空主任
- 室田日出男（日语：室田日出男） 飾 刑警A
- 片山滉（日语：片山滉） 飾 易者
- 河合絃司（日语：河合絃司） 飾 山麓飯店的經理
- 磯野洋子（日语：磯野洋子） 飾 國際航空的事務員
- 大里健太郎 飾 刑警B
- 岡野耕作（日语：岡野耕作） 飾 酒吧侍應
- 相馬剛三（日语：相馬剛三） 飾 矢島嘉市
- 張英武 飾 紅玉工作的店裡的招待
- 脫線 飾 台北松山機場的計程車司機
- 高倉健 飾 黑木史男
- 配角不明 - 武拉運、王勇、亞菲、李武俊、翁京惠

## 製作團隊
- 導演：深作欣二
- 製作：文學製作人參俱樂部（日语：文芸プロダクションにんじんくらぶ）、國光影業股份有限公司
- 企劃：田畑稔（日语：田畑稔）、施茂生
- 編劇：深作欣二、太田浩児、池田雄一
- 攝影：山澤義一
- 錄音：井上賢三
- 照明：川崎保之丞
- 音樂：八木正生（日语：八木正生）
- 剪輯：田中修
- 助理導演：太田浩児
- 紀錄：石田照
- 攝影：遠藤努
- 進行主任：中野洋
- 沖印：東映化學（日语：東映ラボ・テック）
- 協力：三菱重工業、尼卡威士忌（日语：ニッカウヰスキー）、日本航空、米蘭達相機（日语：ミランダカメラ）

## 主題曲
- 「素敵なカミカゼ野郎」（日本皇冠唱片（日语：日本クラウン））
  - 演唱：千葉真一、作詞：田畑稔、作曲：関野幾生

## 發行
在日本，本片於1966年6月4日上映；臺灣則於1971年上映。電影的宣傳標語為「千葉·高倉在日本⇔台灣6000公里！陸·海·空的爆炸大動作」。
在昆汀·塔伦蒂诺編劇的《浪漫風暴》中，出現了這部電影的海報。

## 外部連結
- 銀翼大決鬥 - allcinema
- 銀翼大決鬥 - KINENOTE
- カミカゼ野郎 真昼の決斗 - 東映チャンネル
- 互联网电影数据库（IMDb）上《銀翼大決鬥》的资料（英文）